# Centaurea nissana
Centaurea nissana — вид квіткових рослин айстрових (Asteraceae). Ареал: Сербія, Косово, Північна Македонія, південно-західна Болгарія.